# Lazaros Rota
Lazaros Rota (gr. Λάζαρος Ρότα; ur. 23 sierpnia 1997 w Katerini) – grecki piłkarz albańskiego pochodzenia, grający na pozycji obrońcy w AEK Ateny.

## Kariera klubowa
Treningi piłkarskie rozpoczął w PAE Iraklis 1908, jednak nie zdążył zadebiutować w pierwszej drużynie tego klubu, ponieważ w 2017 roku został on rozwiązany. Zimą 2018 roku trafił do Slavoja Trebišov. Zadebiutował w tym klubie 24 marca 2018 w wygranym 1:0 meczu II ligi z Tatranem Liptowski Mikułasz. Po zakończeniu sezonu przeszedł do Zemplínu Michalovce. W styczniu 2020 podpisał trzyipółletni kontrakt z Fortuną Sittard. W 2021 przeszedł do AEK Ateny.

## Kariera reprezentacyjna
W reprezentacji Grecji zadebiutował 11 października 2020 w wygranym 2:0 meczu z Mołdawią.